# Америчка Девичанска Острва на Светском првенству у атлетици на отвореном 2011.
Америчка Девичанска Острва су учествовала на 13. Светском првенству у атлетици на отвореном 2011. одржаном у Тегу од 27-4. септембра. Репрезентацију Америчких Девичанских Острва представљало је троје такмичара (2 мушкарца и 1 жена) који су се такмичили у три дисциплине (2 мушке и 1 женска).,
На овом првенству Америчка Девичанска Острва нису освојила ниједну медаљу, нити је постављен неки рекорд. У табели успешности према броју и пласману такмичара који су учествовали у финалним такмичењима (првих 8 такмичара) Америчка Девичанска Острва су делила 63 место са 2 бода.
| Плас. | Земља                      | 1. место | 2. место | 3. место | 4. место | 5. место | 6. место | 7. место | 8. место | Бр. финал. | Бод. |
| ----- | -------------------------- | -------- | -------- | -------- | -------- | -------- | -------- | -------- | -------- | ---------- | ---- |
| =63.  | Америчка Девичанска Острва | 0        | 0        | 0        | 0        | 0        | 0        | 1        | 0        | 1          | 2    |

## Учесници
| Мушкарци: - Калвин Дасент — 200 м - Табари Хенри — 400 м | Жене: - Алисон Питер — 200 м |  |

## Резултати

### Мушкарци
| Атлетичар     | Дисциплина | Лични рекорд    | Група    | Група         | Полуфинале           | Полуфинале           | Финале               | Финале       | Детаљи |
| Атлетичар     | Дисциплина | Лични рекорд    | Резултат | Место         | Резултат             | Место                | Резултат             | Место        | Детаљи |
| ------------- | ---------- | --------------- | -------- | ------------- | -------------------- | -------------------- | -------------------- | ------------ | ------ |
| Калвин Дасент | 200 м      | 20,66 (+0,6) НР | 21,15    | 7. у гр. 5    | Није се квалификовао | Није се квалификовао | Није се квалификовао | 42 / 53 (54) |        |
| Табари Хенри  | 400 м      | 44,77 НР        | 45,22    | 4. у гр. 1 КВ | 45,53                | 7. у гр. 3           | 45,55                | 7 / 36 (39)  |        |

### Жене
| Атлетичар    | Дисциплина | Лични рекорд | Група    | Група         | Полуфинале | Полуфинале | Финале                | Финале       | Детаљи |
| Атлетичар    | Дисциплина | Лични рекорд | Резултат | Место         | Резултат   | Место      | Резултат              | Место        | Детаљи |
| ------------ | ---------- | ------------ | -------- | ------------- | ---------- | ---------- | --------------------- | ------------ | ------ |
| Алисон Питер | 200 м      | 23,08        | 23,17    | 5. у гр. 3 кв | 23,56      | 8. у гр. 2 | Није се квалификовала | 21 / 38 (40) |        |

Легенда: НР = национални рекорд, ЛР= лични рекорд, РС = Рекорд сезоне (најбољи резултат у сезони до почетка првества), КВ = квалификован (испунио норму), кв = квалификова (према резултату)